# Año Internacional de la Ciencia y la Tecnología Cuánticas
2025 fue proclamado Año Internacional de la Ciencia y la Tecnología Cuánticas por la Asamblea General de las Naciones Unidas mediante la resolución 78/287, aprobada el 7 de junio de 2024. La propuesta fue impulsada por la Organización de las Naciones Unidas para la Educación, la Ciencia y la Cultura (UNESCO), que asumió la función de organismo coordinador del año.
La designación coincidió con el centenario del desarrollo de los métodos de la mecánica cuántica, un hito en la historia de la ciencia moderna. La ONU destacó que la cooperación global en la ciencia y la tecnología cuánticas podía contribuir a los Objetivos de Desarrollo Sostenible (ODS), particularmente en áreas como la energía, las telecomunicaciones y la salud.
El año se inscribió dentro del Decenio Internacional de las Ciencias para el Desarrollo Sostenible (2024-2033),que puso énfasis en el papel de la ciencia fundamental en el progreso humano y dentro de los esfuerzos de la ONU para promover la ciencia en beneficio del desarrollo sostenible. Su proclamación siguió la línea de otras iniciativas como el Año Internacional de las Ciencias Básicas para el Desarrollo Sostenible, que resaltó la importancia de la investigación fundamental para la resolución de desafíos globales.
El comité organizador contó con el respaldo de diversas organizaciones científicas y académicas. Entre los socios fundadores se incluyeron la Sociedad Americana de Física (APS), la Sociedad Alemana de Física (DPG), Optica (anteriormente OSA), SPIE, la Sociedad China de Óptica (COS) y el Instituto de Física (IOP)

## Actividades y alcance
El evento inaugural del Año Internacional de la Ciencia y la Tecnología Cuánticas se celebró en la sede de la UNESCO en París, Francia, los días 4 y 5 de febrero de 2025, durante el año se organizaron actividades a nivel mundial destinadas a sensibilizar sobre la importancia de la ciencia cuántica y sus aplicaciones. Gobiernos, instituciones académicas, la industria y la sociedad civil participaron en conferencias, talleres y programas educativos.
Uno de los enfoques clave consistió en promover la educación y el acceso de mujeres y jóvenes en países en desarrollo a la investigación en ciencia y tecnología cuánticas. Además, se impulsó la cooperación científica internacional con el fin de reducir la brecha tecnológica y fomentar la innovación.
El financiamiento de las actividades dependió de contribuciones voluntarias de gobiernos, organismos académicos y empresas, sin comprometer los fondos obligatorios de las Naciones Unidas.